# Præsidentvalget i USA 2004
Det amerikanske præsidentvalg 2004 var det 55. præsidentvalg i USA's historie. Valget fandt sted den 2. november 2004, og George W. Bush og Dick Cheney genvalgtes som henholdsvis præsident og vicepræsident for perioden 2005–2009. De besejrede modkandidaterne John Kerry og John Edwards fra det Demokratiske parti.
Til forskel fra valget i 2000 fik George W. Bush denne gang både majoriteten af de afgivne stemmer, flertallet i flest stater og flertallet af valgmandsstemmerne. Dette er sidste gang (i følge 2021) at en republikansk præsidentkandidat vandt flertallet i stemmer, da Donald Trump fik næsten 2. millioner mindre stemmer end hans modstander, Hillary Clinton i 2016, men stadig vandt.

## Nominationer og primærvalg
Mens Bush blev nomineret som kandidat med det samme, fordi der ikke var nogen modkandidater, var der adskilligt flere kandidater på demokraternes side. Senatorerne John Kerry (Massachusetts) og John Edwards (North Carolina), tidligere guvernør Howard Dean (Vermont), og tidligere general Wesley Clark (Arkansas). Edwards vandt North- og South Carolina, Dean vandt Vermont, Clark vandt Oklahoma, mens Kerry vandt de resterende 46 stater. Senator Lincoln Chafee fra Rhode Island overvejede at stille til valg som republikansk modstander af Irakkrigen, men bestemte sig for ikke at gøre det, efter at Saddam Hussein blev taget til fange i december 2003.

## Andre kandidater
Andre kandidater, som fik mere end 100.000 stemmer, inkluderede Ralph Nader (uafhængig), David Cobb (Green Party), Michael Badnarik (Libertarianske Parti) og Micheal Peroutka (Constitution Party).

## Stemmen for Edwards
Grunden til at én af valgmændene i delstaten Minnesota stemte på Edwards, er ukendt, og også forvirrende da Edward var vicepræsidentkandidaten for Kerry. grunden kunne være personlig, men nogen foreslår det også var alkoholisme, da valgmanden faktisk stemte på noget kaldt "John Ewards". stemmen var dog talt for Edwards, selvom han ikke engang stilte op for præsidentposten.

## Kongresvalg
Republikanerne holdt fast i både repræsentanternes hus og senatet, hvilket betyder at republikanerne kunne få hver lov igennem de ville da 51 sæder i senatet er største tal (republikanerne fik 55), og 215 i repræsentanternes hus (republikanerne vandt 232). selvom at demokraterne lidte sådanne et stort nederlag i Capitol, rejste en ny stjerne i det demokratiske parti: Barack Obama, som blev valgt ind som senator i delstaten af Illinois, i en landskredssejr, og holdt også hovedtalen under nomineringen af John Kerry i det demokratiske nationalkonvent. Obama ville senere blive præsident af USA imellem 2009-2017.

## Ekstern henvisning
- Wikimedia Commons har flere filer relateret til Præsidentvalget i USA 2004